# Heterocerus elongatus
Heterocerus elongatus là một loài bọ cánh cứng trong họ Heteroceridae. Loài này được Grouvelle miêu tả khoa học đầu tiên năm 1896.